# BM Ciudad Real
BM Ciudad Real (Balonmano Ciudad Real) war ein spanischer Handballverein aus Ciudad Real. In den 2000er Jahren gewann die Männermannschaft in der spanischen Liga ASOBAL und auf europäischer Ebene eine Vielzahl von Titeln. Die Heimspielstätte war die Quijote Arena. Im Jahr 2011 zog die Lizenzmannschaft nach Madrid um und spielte dort bis zum Rückzug 2013 unter dem Namen BM Atlético de Madrid.

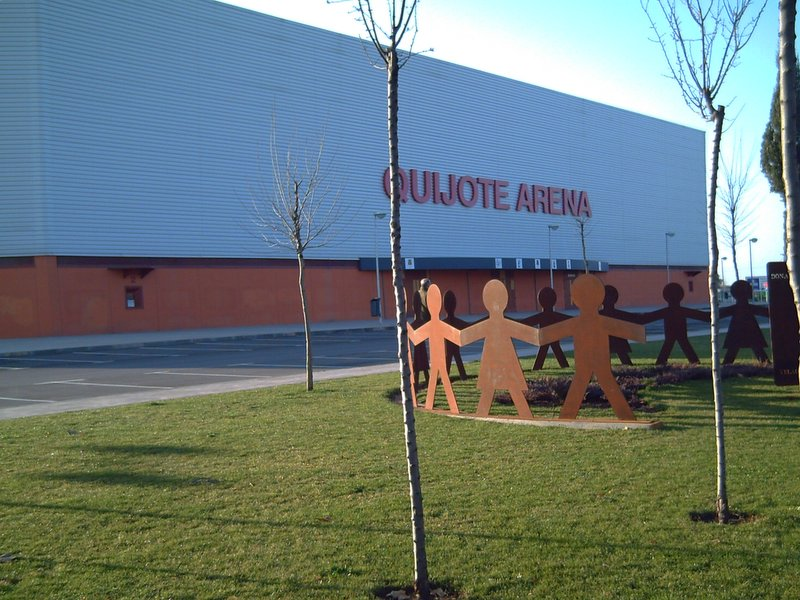
Die Heimspielstätte des BM Ciudad Real.

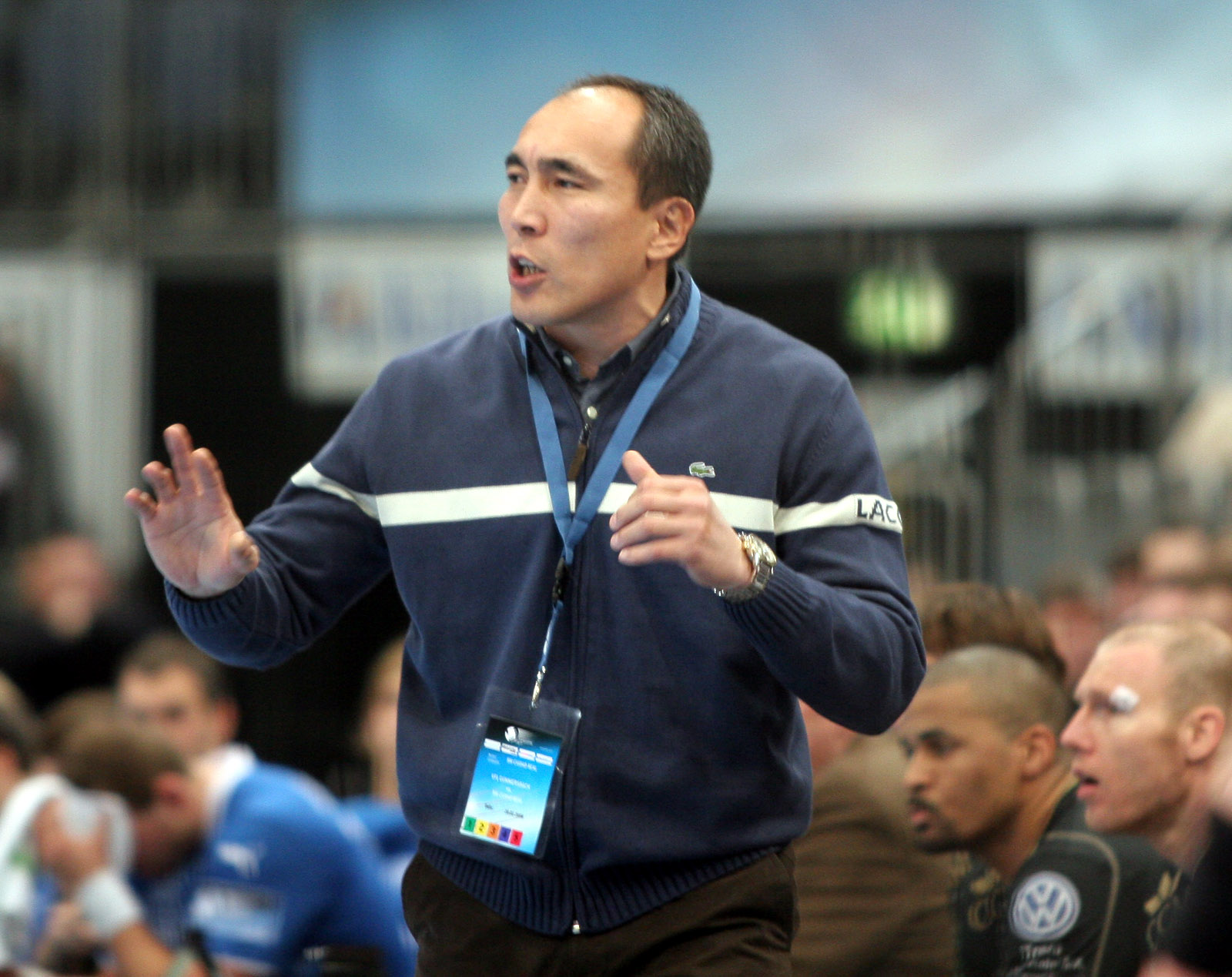
Talant Dujshebaev, ehemaliger Spieler und Trainer von Ciudad Real

## Geschichte
Der Verein wurde 1981 unter dem Namen ADC Caserío Vigón gegründet. Seit 1992 trägt der Verein seinen heutigen Namen. Vereinspräsident ist der Milliardär Domingo Díaz de Mera.
In den Spielzeiten 2007/08 und 2008/09 gewann man sowohl die Champions League als auch die Landesmeisterschaft. In der Saison 2009/10 wurde zum fünften Mal die Spanische Meisterschaft gewonnen. Im Halbfinale des Final-Four-Turniers der Champions League unterlag man aber dem späteren Sieger THW Kiel mit 27:29. Im Jahr darauf zog man wieder ins Finale ein, das gegen den ständigen Rivalen FC Barcelona mit 23:28 verloren wurde. Trainer der Mannschaft war seit 2005 Talant Dujshebaev, der auch als Spieler für den Verein aktiv war.
Nach finanziellen Problemen in der Saison 2010/11 zog die erste Männermannschaft mitsamt der Lizenz für die Liga ASOBAL in die Landeshauptstadt Madrid um, um mehr Sponsorengelder und Zuschauer akquirieren zu können. So erhielt BM Atlético de Madrid in der Saison 2011/12 einen Platz in der Liga ASOBAL.

## Erfolge

### National
- Spanischer Meister: 2004, 2007, 2008, 2009, 2010
- Spanischer Pokalsieger: 2003, 2008, 2011
- Copa ASOBAL: 2004, 2005, 2006, 2007, 2008, 2011
- Spanischer Supercup: 2005, 2008

### International
- Champions League: 2006, 2008, 2009
- Europapokal der Pokalsieger: 2002, 2003
- Vereins-Europameister: 2005, 2006, 2008
- Super Globe: 2007, 2010

## Spielstätte
BM Ciudad Real trug seine Heimspiele in der Quijote Arena aus, die sich in Ciudad Real befindet. Die Arena besitzt ein Fassungsvermögen von 5.863 Zuschauern.

## Bekannte ehemalige Spieler
Zu den bekannten Spielern beim Verein gehörten Luc Abalo, Julen Aguinagalde, Gheorghe Covaciu, Didier Dinart, Talant Dujshebaev, Mirza Džomba, Alberto Entrerríos, Jérôme Fernandez, Javier Fernández, José Javier Hombrados, Torsten Laen, Kiril Lazarov, Petar Metličić, Viran Morros, Aleš Pajovič, Chema Rodríguez, Siarhei Rutenka, Ólafur Stefánsson, Arpad Sterbik, Santiago Urdiales, Rolando Uríos, Uroš Zorman und Jonas Källman.

## Andere Handballmannschaften in Ciudad Real
Im Jahr 2011 wurde der Verein Club Balonmano Caserío Ciudad Real, im Jahr 2013 der Verein Club Balonmano Alarcos Ciudad Real gegründet.